# Easley High School
Easley High School er en offentlig high school i Easley, South Carolina. Skolen er den største high school i Pickens County.
I august 2012 rykkede de ind i en nyere bebyggelse. Det er stadigvæk Pickens County, South Carolina største high school.